# Lichtstraal

Lichtstralen weerkaatsend op een ruw oppervlak

Lichtstraal is de lijn waarlangs licht door een medium beweegt. Het begrip uit de geometrische optica is alleen zinvol, wanneer de golflengte van het licht zeer klein is ten opzichte van de ruimte en de obstakels waarin en waarlangs elektromagnetische straling zich voortplant. Een lichtbundel kan worden gezien als zijnde opgebouwd uit lichtstralen die uit dezelfde lichtbron afkomstig zijn.
Alleen in een homogeen medium is een lichtstraal een rechte lijn. Bij een plotselinge overgang tussen twee media met een verschillende brekingsindex, treedt reflectie en eventueel lichtbreking op. In geval van andere inhomogeniteiten, zoals in lucht met grote temperatuurvariaties, worden lichtstralen geleidelijk afgebogen, wat leidt tot beeldvervorming en eventueel luchtspiegelingen.
Berekening van de gang van een groot aantal afzonderlijke lichtstralen (raytracing) is dankzij de opkomst van de computer een gangbare techniek om beeldvormende optische elementen als lenzen en spiegels te ontwerpen. Hierbij wordt de brekingswet van Snellius toegepast op opeenvolgende grensvlakken.